# Evelyn Lazar
Evelyn Lazar (* 10. März 1933; † 3. März 2025 in Berlin) war eine deutsche Fernsehmoderatorin und Journalistin.

## Leben
Evelyn Lazar absolvierte nach ihrem Schulabschluss eine journalistische Ausbildung.
Lazar moderierte rund zwei Jahrzehnte lang von 1971 bis 1991 die Nachrichtensendung Berliner Abendschau (heute Rbb24 Abendschau) beim Sender Freies Berlin (SFB). Sie war damit die erste Frau, welche dieses Nachrichtenmagazin moderierte.
Daneben war Lazar auch als Drehbuchautorin für Filme und Serien aktiv, entwickelte Konzepte für Fernsehsendungen und war zeitweise als Schauspielerin und als Synchronsprecherin tätig.
Evelyn Lazar wohnte zuletzt in Berlin-Westend. Sie starb am 3. März 2025 im Alter von 91 Jahren.

## Filmografie
- 1952: Frauenschicksale
- 1956: Der Letzte der Mohikaner
- 1956: Heidemelodie
- 1993: Ein Elefant im Krankenhaus